# Challenger de Pereira 2013
El torneo Seguros Bolívar Open Pereira 2013 es un torneo profesional de tenis. Pertenece al ATP Challenger Series 2013. Se disputará su 5.ª edición sobre tierra batida, en Pereira, Colombia entre el 25 y el 31 de marzo de 2013.

## Jugadores participantes del cuadro de individuales

### Cabezas de serie
| País                 | Jugador             | Rank1 | Favorito |
| Bandera de Italia    | Paolo Lorenzi       | 59    | 1        |
| Bandera de Colombia  | Santiago Giraldo    | 90    | 2        |
| Bandera de Argentina | Federico Delbonis   | 114   | 3        |
| Bandera de Brasil    | Rogerio Dutra Silva | 123   | 4        |
| Bandera de Brasil    | João Souza          | 141   | 5        |
| Bandera de Croacia   | Ivo Karlović        | 131   | 6        |
| Bandera de Croacia   | Antonio Veić        | 135   | 7        |
| Bandera de Colombia  | Alejandro González  | 166   | 8        |
| -------------------- | ------------------- | ----- | -------- |

- 1 Se ha tomado en cuenta el ranking del día 18 de marzo de 2013.

### Otros participantes
Los siguientes jugadores recibieron una invitación (wild card), por lo tanto ingresan directamente al cuadro principal:
- Juan Sebastián Cabal
- Felipe Escobar
- Paolo Lorenzi
- Eduardo Struvay

El siguiente jugador entra al cuadro principal como jugador alternativo:
- Toni Androić

Los siguientes jugadores ingresan al cuadro principal tras disputar el cuadro clasificatorio:
- Iván Endara
- Federico Gaio
- Jozef Kovalík
- David Souto

## Jugadores participantes en el cuadro de dobles

### Cabezas de serie
| País                      | Jugador              | País                | Jugador       | Rank1 | Favorito |
| Bandera de Colombia       | Juan Sebastián Cabal | Bandera de Colombia | Robert Farah  | 96    | 1        |
| Bandera de Estados Unidos | Nicholas Monroe      | Bandera de Alemania | Simon Stadler | 141   | 2        |
| Bandera de Brasil         | Fabiano de Paula     | Bandera de Uruguay  | Marcel Felder | 318   | 3        |
| Bandera de Croacia        | Ivo Karlović         | Bandera de Alemania | Frank Moser   | 318   | 4        |
| ------------------------- | -------------------- | ------------------- | ------------- | ----- | -------- |

- 1 Se ha tomado en cuenta el ranking del día 18 de marzo de 2013.

### Otros participantes
Los siguientes jugadores recibieron una invitación (wild card), por lo tanto ingresan directamente al cuadro principal:
- Sam Barnett /  Kevin Kim
- Nicolás Barrientos /  Eduardo Struvay
- Felipe Escobar /  Carlos Salamanca

## Campeones

### Individual Masculino
- Santiago Giraldo derrotó en la final a  Paul Capdeville  por 6–2, 6–4.

### Dobles Masculino
- Nicolás Barrientos  /  Eduardo Struvay  derrotaron en la final a  Facundo Bagnis /  Federico Delbonis  por 3–6, 6–3, [10–6].